# Palm Springs North
Palm Springs North és una concentració de població designada pel cens dels Estats Units a l'estat de Florida. Segons el cens del 2000 tenia 5.460 habitants.

## Demografia
Segons el cens del 2000, Palm Springs North tenia 5.460 habitants, 1.630 habitatges, i 1.449 famílies. La densitat de població era de 3.055,2 habitants/km².
Dels 1.630 habitatges en un 43,3% hi vivien nens de menys de 18 anys, en un 72,5% hi vivien parelles casades, en un 11,2% dones solteres, i en un 11,1% no eren unitats familiars. En el 8,3% dels habitatges hi vivien persones soles el 3,1% de les quals corresponia a persones de 65 anys o més que vivien soles. El nombre mitjà de persones vivint en cada habitatge era de 3,33 i el nombre mitjà de persones que vivien en cada família era de 3,49.
Per edats la població es repartia de la següent manera: un 27,4% tenia menys de 18 anys, un 6,4% entre 18 i 24, un 31,8% entre 25 i 44, un 23,4% de 45 a 60 i un 11% 65 anys o més.
L'edat mediana era de 36 anys. Per cada 100 dones de 18 o més anys hi havia 93,4 homes.
La renda mediana per habitatge era de 62.161 $ i la renda mediana per família de 64.428 $. Els homes tenien una renda mediana de 39.886 $ mentre que les dones 28.281 $. La renda per capita de la població era de 20.383 $. Entorn del 3,6% de les famílies i el 4,4% de la població estaven per davall del llindar de pobresa.

## Poblacions més properes
El següent diagrama mostra les poblacions més properes.